# Ma trận Jacobi
Trong giải tích véctơ, ma trận Jacobi là ma trận chứa các đạo hàm riêng bậc nhất của hàm giữa hai không gian véctơ. Ma trận này được đặt tên theo nhà toán học Carl Gustav Jacobi. Ma trận này được ứng dụng trong giải tích vì nó là xấp xỉ tuyến tính tốt nhất cho một hàm khả vi tại một điểm trong không gian véctơ biến của hàm này.

## Chi tiết
Cụ thể nếu hàm F: Rn → Rm là một hàm từ không gian Ơclít n chiều đến một không gian Ơclít m chiều, nó sẽ có m thành phần:
y1(x1,...,xn)
...
ym(x1,...,xn).
Đạo hàm riêng bậc nhất của các hàm này (nếu tồn tại) sẽ có thể được xếp thành một ma trận có kích thước m nhân n, chính là ma trận Jacobi của F:
{\displaystyle {\begin{bmatrix}{\frac {\partial y_{1}}{\partial x_{1}}}&\cdots &{\frac {\partial y_{1}}{\partial x_{n}}}\\\vdots &\ddots &\vdots \\{\frac {\partial y_{m}}{\partial x_{1}}}&\cdots &{\frac {\partial y_{m}}{\partial x_{n}}}\end{bmatrix}}}
Có thể ký hiệu ma trận này là:
{\displaystyle J_{F}(x_{1},\ldots ,x_{n})}
hay:
{\displaystyle {\frac {\partial (y_{1},\ldots ,y_{m})}{\partial (x_{1},\ldots ,x_{n})}}}
Như vậy, hàng thứ i của ma trận là gradient của thành phần yi với i=1,...,m.
Nếu p là một điểm trong không gian Rn và F là khả vi tại p, và các đạo hàm riêng của F tại p chính là JF(p). Lúc này, JF(p) là một hàm tuyến tính và là xấp xỉ tuyến tính tốt nhất của F xung quanh p, theo nghĩa là:
{\displaystyle F(\mathbf {x} )\approx F(\mathbf {p} )+J_{F}(\mathbf {p} )\cdot (\mathbf {x} -\mathbf {p} )}
cho x nằm gần p.

## Định thức Jacobi
Nếu m = n, thì ma trận Jacobi là ma trận vuông, và định thức của nó là định thức Jacobi.
Định thức Jacobi cho biết tính chất của hàm tại điểm đang xét. Ví dụ, hàm khả vi liên tục F là khả nghịch gần p nếu định thức Jacobi tại điểm đó khác không. Đây là định lý hàm nghịch đảo. Hơn nữa, nếu định thức Jacobi tại p là dương, thì F bảo toàn chiều quay tại gần p; và ngược lại, nếu nó âm, F đảo chiều quay. Giá trị tuyệt đối của định thức Jacobi tại p cho biết mức độ F nở rộng hay thu nhỏ thể tích gần p. Ý nghĩa này khiến định thức Jacobi xuất hiện trong phép đổi biến.
Trong trường hợp m = n = 3, định thức Jacobi có thể tính bằng:
{\displaystyle \left|J_{F}(x_{1},x_{2},x_{3})\right\vert =\left|{\frac {\partial F}{\partial x_{1}}}\cdot {\frac {\partial F}{\partial x_{2}}}\times {\frac {\partial F}{\partial x_{3}}}\right\vert }
Với 
{\displaystyle {\frac {\partial F}{\partial x_{i}}}=({\frac {\partial y_{1}}{\partial x_{i}}},{\frac {\partial y_{2}}{\partial x_{i}}},{\frac {\partial y_{3}}{\partial x_{i}}})}
Còn "." là nhân vô hướng, "×" là phép nhân véc tơ.

## Ví dụ
Xét hàm F: R3 → R3 với các thành phần:
y1 = 5x2
y2 = 4(x1)2 - 2sin(x2x3)
y3 = x2x3
Ma trận Jacobi của F sẽ là:
{\displaystyle J_{F}(x_{1},x_{2},x_{3})={\begin{bmatrix}0&5&0\\8x_{1}&-2x_{3}\cos(x_{2}x_{3})&-2x_{2}\cos(x_{2}x_{3})\\0&x_{3}&x_{2}\end{bmatrix}}}
Định thức Jacobi của F sẽ là:
{\displaystyle {\begin{vmatrix}0&5&0\\8x_{1}&-2x_{3}\cos(x_{2}x_{3})&-2x_{2}\cos(x_{2}x_{3})\\0&x_{3}&x_{2}\end{vmatrix}}=-8x_{1}\cdot {\begin{vmatrix}5&0\\x_{3}&x_{2}\end{vmatrix}}=-40x_{1}x_{2}}
Như vậy F sẽ bảo toàn chiều quay tại các điểm có x1 cùng dấu với x2; hàm sẽ khả nghịch tại gần các điểm có x1 và x2 khác 0. Với một thể tích nhỏ xíu gần điểm (1,1,1), sau khi tác dụng F lên thể tích này, sẽ nhận được một vật thể có thể tích lớn gấp 40 lần thể tích ban đầu.